# 利·亨利
卢迪·“利”·亨利（英語：Ludi "Lea" Henry，1961年11月22日—），生于佐治亚州科爾奎特，美国前女子篮球运动员。她曾随国家队参加1984年夏季奥运会女子篮球比赛，结果获得金牌。